# Bonaventura Conill
Bonaventura Conill i Montobbio (Barcelona, 1876 - Barcelona, 1946) fue un arquitecto modernista español.

## Trayectoria
Estudió en la Escuela Técnica Superior de Arquitectura de Barcelona, donde se tituló en 1898. Se enmarcó en un estilo modernista de influencia gaudiniana. Fue arquitecto municipal de Horta. También fue ilustrador, y colaboró con la revista ¡Cu-Cut!.
En Barcelona fue autor junto a Arnau Calvet de las dos estaciones del funicular de Vallvidrera (1906), con dos edificios de pequeñas dimensiones, el superior con un basamento de mampostería careada con vanos de perfil parabólico y piso de pared revocada con decoración de estilo secesionista, y el inferior de similar concepción pero líneas más sencillas. Fue autor también en la ciudad condal de las casas de los números 3, 5 y 14 de la calle de la Iglesia (1907).
En Lloret de Mar construyó la capilla del Santísimo de la iglesia de San Román (1910-1916, destruida en 1936), así como unos panteones en el cementerio de la misma localidad. También fue autor de la fachada del Ayuntamiento de Hostalric.